# Aulogymnus aceris
Aulogymnus aceris is een vliesvleugelig insect uit de familie Eulophidae. De wetenschappelijke naam is voor het eerst geldig gepubliceerd in 1851 door Förster.